# Georg Wickram
Georg (Jörg) Wickram (Colmar, Elzas, circa 1505 - Burkheim, Vogtsburg im Kaiserstuhl, voor 1562) was een Duits dichter en romanschrijver.

## Leven
Wickram werd geboren te Colmar in de Elzas als buitenechtelijke zoon van Konrad Wickram, voorzitter van de gemeenteraad van Colmar, en stamde uit een vooraanstaande patriciërsfamilie. De precieze datum van zijn geboorte en dood zijn onbekend. Wickram stichtte in 1549 te Colmar een Meistersingerschool en heeft een aantal Meistersingerliederen nagelaten. Het laatste deel van zijn leven was hij gemeentesecretaris van Burkheim aan de Rijn, waar hij overleed.

## Werk
Wickram was een veelzijdig schrijver. Hij bewerkte de Middelhoogduitse versie Ovidius' Metamorphosen (1545) van Albrecht von Halberstadt en in 1555 publiceerde hij Das Rollwagenbuchlein, een van de beste van vele Duitse verzamelde verhalen en anekdotes die in de 16e eeuw verschenen. De titel van het boek impliceert het doel ervan, namelijk het verschaffen van lectuur aan reizigers in de 'Rollwagen' of diligences. Als dramaturg schreef Wickram Fastnachtsspiele (Das Narrengiessen) (1537), Der treue Eckart (1538) en twee drama's over bijbelse onderwerpen, Der verlorene Sohn (1540) en Tobias (1551). Een moraliserend gedicht, Der irrereitende Pilger (1556), is half-satirisch, half-didactisch. Het is echter als romanschrijver dat Wickram zijn grootste stempel op die tijd drukte. Zijn belangrijkste romans zijn: Ritter Galmy aus Schottland (1539), Gabriotto und Reinhard (1554), Der Knabenspiegel (1554), Von guten und bösen Nachbarn (1556) en Der Goldfaden (1557). Deze romans kunnen beschouwd worden als de eerste pogingen, in de Duitse literatuur, om dat type moderne fictie voor de middenklasse te schrijven, hetgeen uiteindelijk de plaats innam van de decadente middeleeuwse ridderromantiek.